# El'nikovskij rajon
L'El'nikovskij rajon (in russo Ельниковский район?) è un municipal'nyj rajon della Repubblica Autonoma di Mordovia, nella Russia europea.